# Konotop (Kolsko)
Konotop (deutsch: Kontopp, vor 1945 auch Konntopp) ist ein Ort in der Landgemeinde Kolsko (Kolzig) im Powiat Nowosolski der Woiwodschaft Lebus in Polen.

## Geographie
Konotop liegt rechts der Oder an der Oberen Obra, die dort durch sumpfiges Gelände fließt. Südwestlich des Dorfes befindet sich der Schlawaer See.

## Geschichte
Im Mittelalter gegründet (es dürfte im 13. Jahrhundert schon existiert haben), bekam Kontopp Anfang des 18. Jahrhunderts das Stadtrecht. Obwohl die städtische Episode etwas länger als 100 Jahre dauerte, entwickelte sich Kontopp nie zu einer wirklichen Stadt, was sich in seiner dörflich gebliebenen Architektur zeigte und darin, dass es keine Zünfte gab.
Nach den Napoleonischen Kriegen wurden Reformen durchgeführt, und die neuen preußischen Gesetze brachten Auflagen mit sich, welche die Bevölkerung ablehnte beziehungsweise nicht erfüllen konnte, sodass die Stadtrechte wieder verloren gingen. Es gehörte nacheinander zu Böhmen, Österreich, Preußen und zum Deutschen Reich. Bis 1945 war Kontopp ein Marktflecken im Landkreis Grünberg der preußischen Provinz Niederschlesien und zählte um 1930 gut 1000 Einwohner. Es gab ab 1892 das Amtsgericht Kontopp, was den Ort von einem Dorf unterschied, ebenso eine Bank, eine Schule, ein kleines Krankenhaus und eine Apotheke. Heute hat Konotop auch ein Schwimmbad und einen Fußballverein.
In alten Urkunden wird der Ort Kunitup oder Contop genannt. Im Volksmund bedeutet Kontopp so viel wie „Pferdeschwemme“ oder die Stelle, wo man die Pferde in den Fluss führt, um nach der Arbeit auf dem Acker ihre Beine zu kühlen und um sie zu waschen, was möglicherweise mit einer Furt an der Obra zu tun hatte.

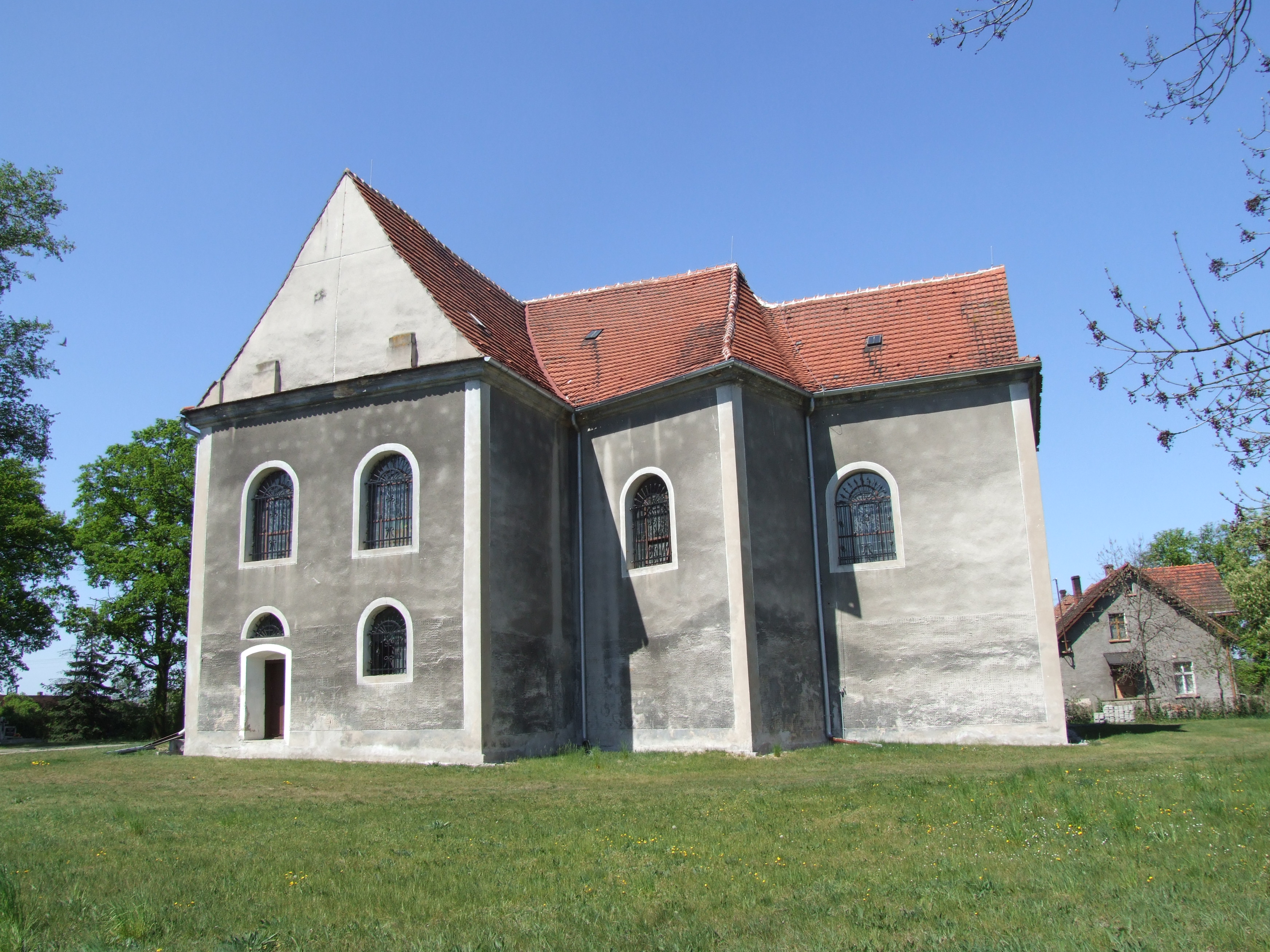
Kirche St. Anna

Die erste Siedlung wird im 13. Jahrhundert vermutet, die Kirche der Heiligen Anna wird erstmals 1308 erwähnt. Im 15. Jahrhundert war das Dorf im Besitz der Adelsfamilie von Zabeltitz, denen auch Deutsch-Wartenberg gehörte. Für 1451 wird Sigismund von Zabeltitz namentlich erwähnt und zwei Brüder von Zabeltitz wurden als Raubritter von Johann II. von Sagan hingerichtet. Die Herrschaft der Familie von Zabeltitz endete 1482. Als Besitzer im 16. Jahrhundert sind die Besitzer Balthasar von Löbell, Wolff von Dyherrn (1572) und Sigismund von Kottwitz (1576) überliefert. In dieser Zeit wurde die Kirche St. Anna neu aufgebaut, da sie möglicherweise abgebrannt war; sie war von 1550 bis 1654 protestantisch. An der Stelle der alten Wasserburg baute man 1592 ein befestigtes Renaissance-Schloss. Die Besitzerin von Kontopp, Anne von Kottwitz, stiftete 1595 der Kirche St. Anna den separat stehenden Glockenturm aus Holz (die Glocke von damals und die Grabsteine der Besitzer in der Vorhalle existieren heute noch). Auf den Ruinen (?) des Renaissance-Schlosses baute 1693 Adam Wenzel von Kottwitz das Barock-Schloss auf neuen Eichenpfählen im moorigen Untergrund, der Graben wurde neu gestaltet und der Park angelegt. Nach dem Tode ihres Mannes wurde der Bau von Anna von Kottwitz 1696 vollendet. Um ihrem Sitz mehr Bedeutung zu geben, bemühte sich die Familie Kottwitz um das Stadtrecht, das 1706 durch Kaiser Joseph I. verliehen wurde. Daraufhin bekam der Ort sein Wappen und andere Privilegien. Damals wurde die Kirche St. Anna im Barockstil neugestaltet und ein Presbyterium dazu gebaut. Adam Heinrich von Kottwitz ließ 1742 in schlichter Fachwerk-Bauweise die evangelische Friedenskirche bauen, auch einfach „Bethaus“ genannt.

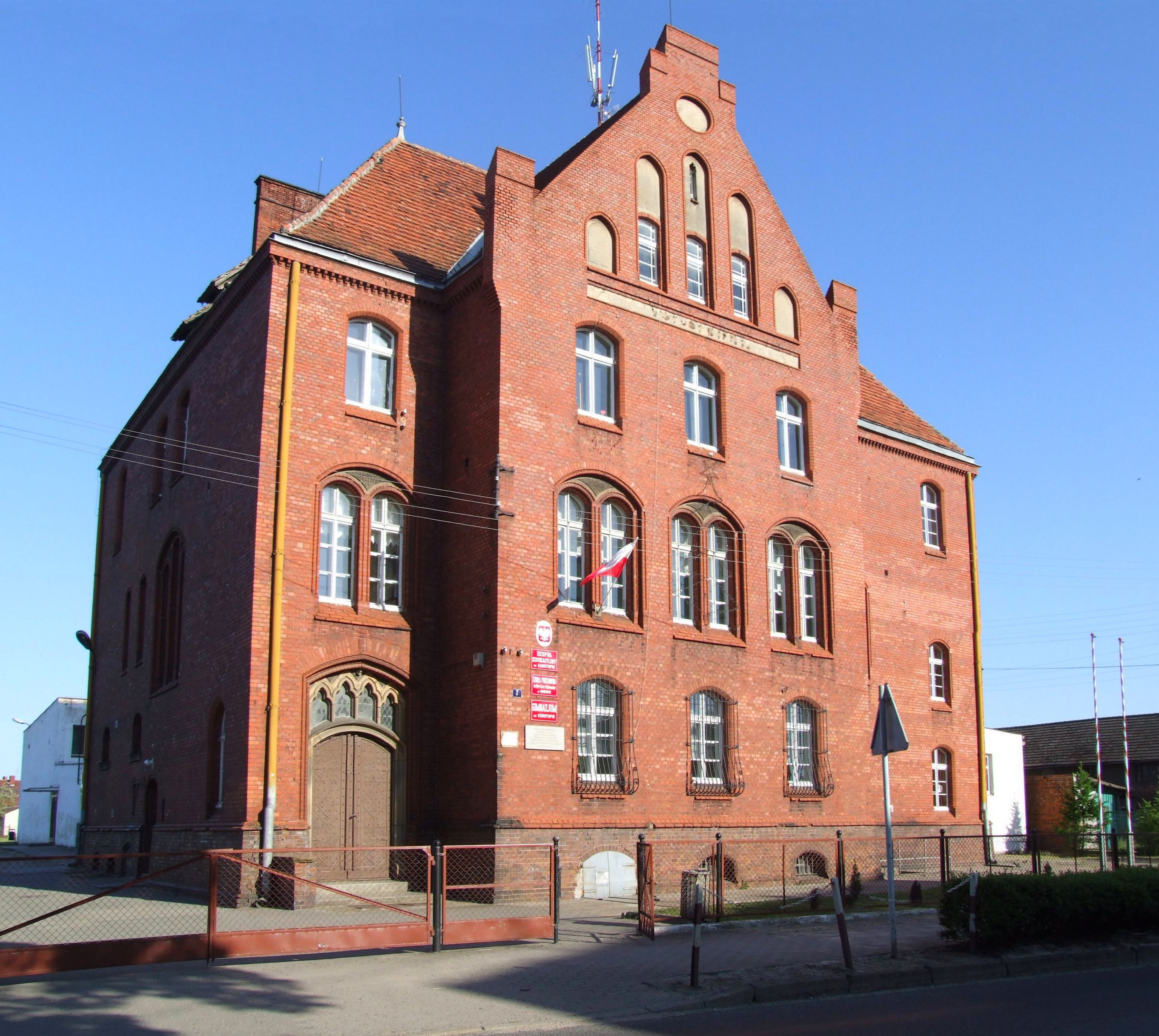
Im ehemaligen Amtsgerichtsgebäude befindet sich die Schule

Ab 1788 werden als Besitzer des Guts in schneller Folge die Herren von Luckow, Grafen von Rothenburg (bis 1811), Barone von Falkenhayn, die Barone von Kalckreuth und die Herren von Birkhahn genannt. Um 1790 war Kontopp geteilt in die Stadt und den Grundbesitz der Schlossherren. Es hatte 831 Einwohner, 3 Windmühlen, ein Krankenhaus, 2 Pfarrhäuser und seit 1790 eine evangelische Schule. Um 1835 galt Kontopp als Marktflecken und hatte eine evangelische Kirche, eine katholische Kirche, ein Schloss, achtzig Wohnhäuser und rund 500 Einwohner.
Bereits 1809 hatte der Magistrat von Kontopp erklärt, von der Städte-Ordnung keinen Gebrauch machen zu können.
1839 verlor Kontopp die Stadtrechte und trat zu den Landgemeinden über. 1845 wurden im Dorf 67 Häuser, eine königliche Post, eine Brauerei, eine Brennerei, zwei Windmühlen, vier Schmieden, drei Bäckereien, vier Schneidereien und nur noch 471 Bewohner (davon 34 katholische) gezählt. Nach dem Kauf durch Heinrich Constantin Adelbert Foerster im Jahre 1845 entwickelte und vergrößerte sich das Gut, Wirtschafts- und Wohngebäude wurden neu gebaut, die Brennerei ausgebaut, das Schloss gründlich renoviert und umgebaut sowie mit den Seitenflügeln verbunden, ein Teil des Parks in einen englischen Park umgestaltet und darin eine Laube sowie eine neoklassische Grabstätte errichtet. Insgesamt erfuhr der Ort dadurch einen wesentlichen Aufschwung. Die Eröffnung einer katholischen Schule wird ins Jahr 1885 datiert, kurz danach kam ein Amtsgericht dazu. 1900 hatte Kontopp wieder 1073 Einwohner, bekam in den ersten Jahren des 20. Jahrhunderts einen Bahnhof und wurde so zum Eisenbahn-Knotenpunkt der eingleisigen Linie von Wollstein über Neusalz nach Sagan mit der Linie von Glogau nach Züllichau und Schwiebus. Es entstand ein Lokomotivschuppen und ein Lagerplatz für Holztransporte. Diese Entwicklung brachte einen weiteren Aufschwung.
Unter Kurt Adalbert Lothar Foerster, der die Herrschaft von 1922 bis 1945 als deren letzter Besitzer verwaltete, war das Gut 2.000 ha groß, davon knapp 375 ha Acker, 125 ha Wiesen und 1.500 ha Wald. Auf seine Initiative wurden die Wiesen mit Drainagegräben entwässert und die Brennerei für Industriespiritus aus nicht verzehrbaren Kartoffeln erhielt eine größere Lizenz. Dagegen wurden der Weinberg, die Sägerei und die mit Dampf betriebene Torfpresserei aufgegeben. Der Hof wurde zu einem Musterbetrieb in Niederschlesien, Kurt Foerster war ein weithin bekannter Experte für Saatkartoffeln. Als deren Patron ließ er die beiden Kirchen gründlich renovieren, ebenso das Schloss.

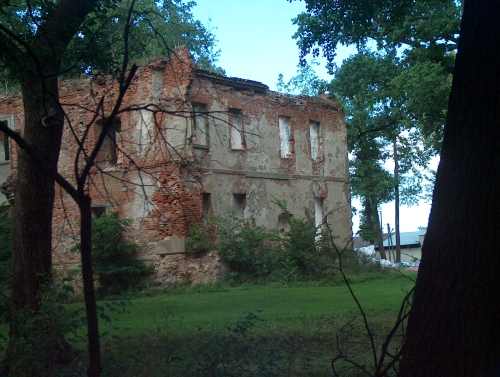
Schlossruine

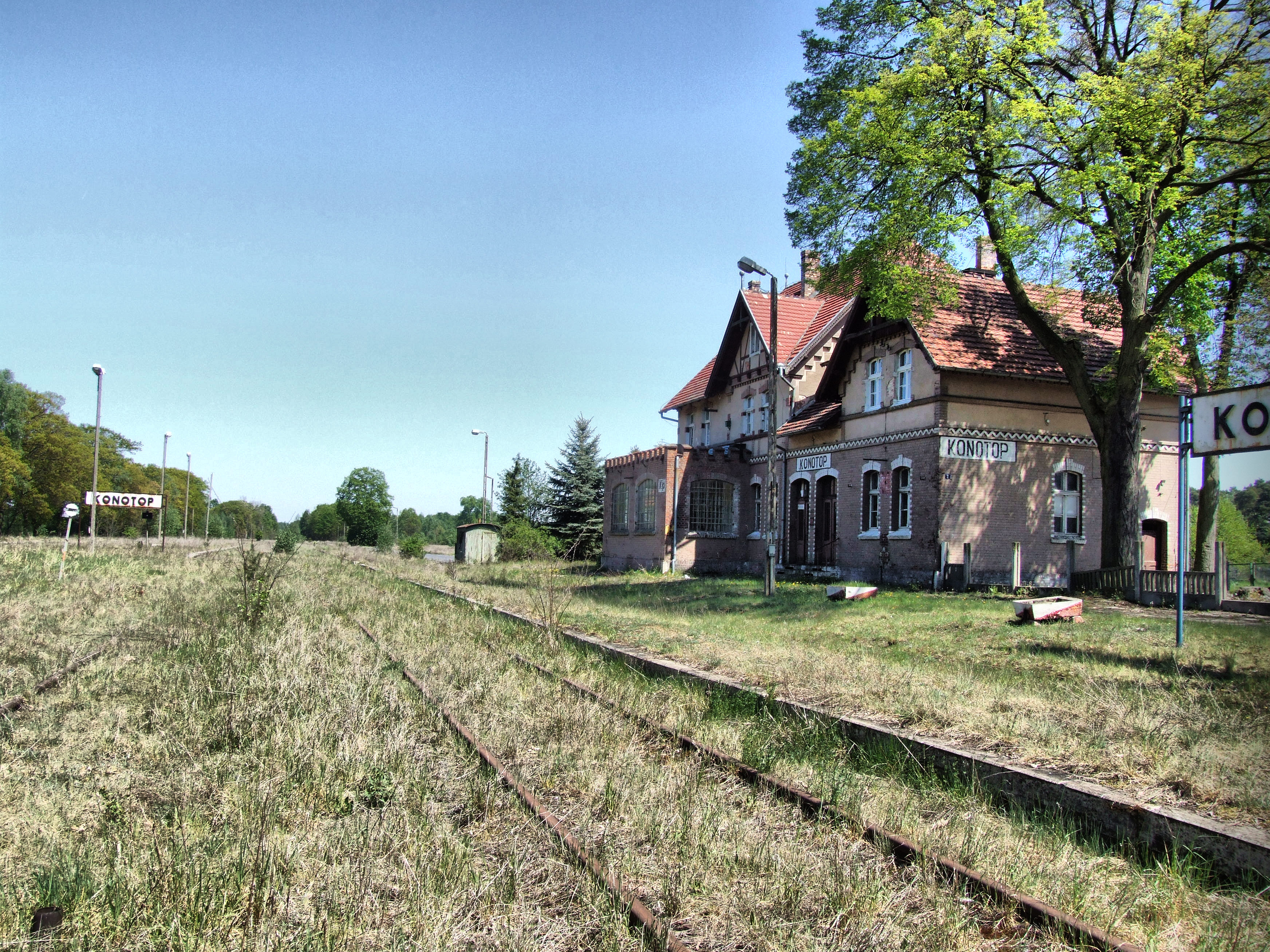
Bahnstation Konotop

Bis 1939 war die Dorfbevölkerung rein deutsch und bestand aus Bauern und Beamten. Nachdem die Deutschen in den Krieg eingezogen wurden, kamen polnische Arbeiter aus dem wenige Kilometer entfernten Bezirk Wollstein dazu, das seit 1918 zu Polen gehörte und eine gemischte Bevölkerung hatte. Von dort wurden sie 1939 vertrieben und von der deutschen Regierung anderen Höfen zugewiesen, während auf die polnischen Höfe der Provinz Posen die Deutschen aus dem Baltikum umgesiedelt wurden. Am 23. Januar 1945 begann der Treck aus Kontopp nach Westen, die Flucht vor der bereits in Hörweite anrückenden Sowjetarmee. Wenige Tage später richtete sie nach dem Genuss des Industriespiritus aus der Brennerei ein großes Massaker unter den Verbliebenen an und schändete die Familiengruft der Gutsbesitzer. In den folgenden Jahren rissen die polnischen Kommunisten die evangelische Friedenskirche ab und sprengten das Schloss, wovon bis heute nur der Backsteinkern der einen Hälfte übrigblieb. Das Gut mit den Milchkühen und die Vorwerke wurden als Staatsbetrieb (PGR = Państwowe Gospodarstwo Rolne – Staatliche Landwirtschaft, was einer LPG in der DDR entsprach) weitergeführt, die Brennerei kam unter das polnische Spiritusmonopol. Im evangelischen Pfarrhaus und im Krankenhaus wurden Wohnungen für von den Sowjets im Zuge der Zwangsumsiedlung von Polen aus den ehemaligen polnischen Ostgebieten 1944–1946 Vertriebenen eingerichtet. Das Amtsgericht wird bis heute als Schule genutzt, einige Zeit war darin auch eine landwirtschaftliche Abendschule eingerichtet. Die Bahnstrecke wurde für den Personenverkehr erst 2002 stillgelegt und wird seither nur noch für etwas Güterverkehr, gelegentliche Holztransporte oder Ausflugsfahrten von Pilzsammlern und nostalgischen Liebhabern von Dampflokomotiven genutzt.

### Herrschaft und Rittergut

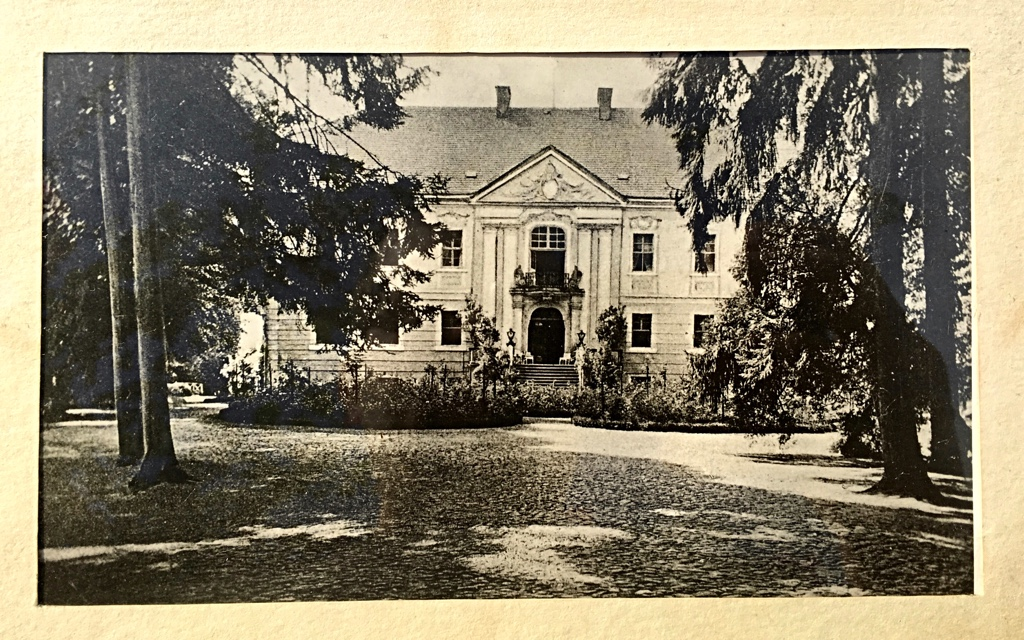
Schloss Kontopp um 1925

Kontopp war eine „Herrschaft“, das heißt in böhmischer Zeit (14.–16. Jh.) oblag den Besitzern die Gerichtsbarkeit (mit Gerichtssaal im Schloss). Die böhmischen Gesetze wurden in der österreichischen Zeit beibehalten. Die Herrschaft bestand aus dem Rittergut Kontopp mit dem Schloss, dem Gut Polame (1945: 1.500 ha Wald vorwiegend Kiefern) und den drei Vorwerken Marienhof (heute Marianki), Heinrichau (bei Striemehne, heute Strumiany) und Birkvorwerk jeweils mit Ställen, Scheunen, Koppeln und Arbeiterwohnungen. Es gab zwei Revierförstereien und der Schwendtsee gehörte ebenfalls zum Gut. Da der Boden nicht gut genug war für Weizen und Zuckerrüben, wurden die Felder genutzt zum Anbau von Saatkartoffeln, Roggen, Gerste, Hafer, Mais, Futterrüben, Lupinen und für „Gemenge“ als Gründüngung, das untergepflügt oder als Viehfutter verwendet wurde. Im Krieg pflanzte man auch Sonnenblumen und Raps zur Ölgewinnung.
Das Schloss hatte 32 Zimmer und war vom Park und vom Wassergraben umgeben. Im Park befand sich die Gruft der Familie Foerster und angeheirateter Mitglieder der Familie Graeff, auch Gräff, worunter des Politikers Heinrich Graeff (1800–1861). Zwischen der Straße und dem Schloss lag der Hof mit den Wohnhäusern für die Angestellten und Handwerker, mit der Brennerei für Industriealkohol aus nicht zum Verzehr oder zur Aussaat geeigneten Kartoffeln, mit Schmiede, Ställen, Speichern, Scheunen, Futterküche und Wagenremise. Hinter dem Park wurde eine Gärtnerei geführt mit einem Tor zum Dorf hin, zum Einkaufen für die Dorfbewohner. Die heutigen Bewirtschafter wohnen in den alten langen Wohnhäusern der Arbeiter des herrschaftlichen Hofs, betreiben weiterhin die Brennerei und halten Kühe, heute züchtet man jedoch Gänse statt wie früher Enten.

### Einwohnerzahlen vor 1945
- 1790: 831
- 1845: 471, darunter 34 Katholiken
- 1900: 1073
- 1885: 1.180[7]
- 1933: 1.418[7]
- 1939: 1.326[7]